# Слов'янські назви місяців
Слов'янські назви місяців — назва місяців року у слов'янських мовах.
У багатьох слов'янських мовах назви місяців мають слов'янське походження. Однак між такими назвами у різних мовах немає взаємно-однозначної відповідності; часом вони навіть зрушені на один місяць різними мовами слов'ян. Білоруська, польська, українська, чеська мови та хорватський стандарт сербохорватської мови використовують слов'янські назви (причому у польській мові для березня та травня використовуються латинські назви). Верхньолужицька мова має власну (відмінну від загальнослов'янської) систему найменувань місяців, але переважає вживання латинських найменувань. Не вживаються офіційно слов'янські назви місяців у російській, болгарській, македонській, словацькій мовах та в сербському стандарті сербохорватської мови — у цих мовах використовуються назви місяців, запозичені з латини. У словенській мові обидві системи, латинська та слов'янська, існують паралельно. У литовській мові збереглися балтійські назви місяців, що частково збігаються зі слов'янськими, що дозволяє припустити, що частина цих назв сходить ще до часу балтослов'янської єдності. Деякі з литовських назв, можливо, кальковані у VIII—XV століттях із староукраїнської писемної мови (офіційної мови у Великому князівстві Литовському та Королівстві Польському на землях Русі).

## Місяці весни

### Сушець/сухий
Малосніжний місяць
- Березень : словен. sušec, болг. сух
- Січень: лит. sausis

### Березень
Час набухання бруньок берез
- Березень: укр. березень, чес. březen
- Квітень: болг. брязок
- Червень: лит. birželis

### Цвітень/квітень
Час цвітіння
- Квітень: укр. квітень, пол. kwiecień
- Травень: чес. kvetен

### Травень
Час зростання трави
- Травень: словен. veliki traven, укр. травень, білор. травень, болг. тръвен
- Квітень: словен. mali traven, хорв. travanj, макед. тревен

### Інші
- білор. сакавік «березень» — час руху соку в деревах
- білор. красавік «квітень» — час цвітіння

## Місяці літа

### Червень
За однією з версій, цей місяць отримав назву від черв'яків, з яких виготовляли червону фарбу; за іншою версією, це личинки бджіл; за третьою версією через те, що в цей час з'являються червоні ягоди і квіти.
- Червень: чес. červen, болг. червеник, укр. червень, білор. червень, пол. czerwiec
- Липень: чес. červenec, болг. чръвенъ

### Липень
Час цвітіння липи
- Липень: укр. липень, білор. ліпень, польс. lipiec, лит. liepa
- Червень: хорв. lipanj

### Назви, пов'язані зі жнивами
Серпень (також серпень, червень, житар) — час жнив.
- Серпень: словен. mali srpan, укр. серпень, пол. sierpień, чес. srpen, біл. серпня, верхнєлуж. žnjenc, мак. жетвар?, лит. rugpjūtis (rugis «жито» + pjūtis «жнива»)
- Липень: словен. veliki srpan, болг. сърпен, хорв. srpanj
- Червень: макед. житар
- ?: болг. жетар

### Зарев
- Вересень: чес. září
- Серпень: болг. зарев

### Інші
- болг. изок «червень» — місяць коників
- рос. красень «червень»
- хорв. kolovoz «серпень»

## Місяці осені

### Вересень
Час цвітіння вересу
- Вересень: укр. вересень, білор. верасень, пол. wrzesień

### Рюєн
- Жовтень: чес. říjen, болг. руен, руй
- Вересень: рос. рюень, сербохорв. rujan

### Листопад
Час листопада
- Листопад: укр. листопад, білор. листопад, польс. listopad, чес. listopad, словен. listopad, лит. lapkritis (lapas «лист» + kristi «падати»)
- Жовтень: хорв. Listopad, болг. листопад, мак. листопад

### Інші
Збір винограду
- мак. гроздобер «вересень», словен. vinotok «жовтень»

Жовтий колір листя
- укр. жовтень «жовтень»

Переробка вівса/льону/конопель
- білор. кастрычнік «жовтень» (від назви костриць (вогнища) — продукту переробки (тріпання) льону, конопель і т. п.)
- польс. październik «жовтень» (від пол. paździerze — те ж)
- лит. spalis «жовтень» (spalis з тією є назвою)

## Місяці зими

### Грудень
- Грудень: укр. грудень, пол. grudzień, словен. gruden, лит. gruodis (gruodas «застигла комами земля»)
- Листопад: болг. груден

### Сніжник
Місяць снігу
- Грудень: білор. сьнежань, мак. снежник

### Просинець
- Грудень: чес. prosinec, хорв. prosinac
- Січень: словен. prosinec, болг. просинец

### Січень
Час рубання
- Січень: укр. січень, польс. styczeń, хорв. sječanj
- Лютий: словен. svečan, болг. сечко, мак. сечко

### Лютень/лютий
- Лютий: укр. лютий, біл. люты, польс. luty

### Студень
Ця назва поза загальною системою розташування
- Січень: біл. січень
- Листопад: хорв. studeni, макед. студент

## Праслов'янська система
В. Шаур так відновлює праслов'янські назви дванадцяти місяців, вважаючи, що решта — вторинна.
1. *berzьnь (берзень) — березень
2. *květьnь (кветень) — квітень
3. *travьnь (травень) — травень
4. *čьrvьnь (червень) —  червень
5. *lipьnь (липень) — липень
6. *sьrpьnь (серпень) — серпень
7. *versьnь (версень) — вересень
8. *ruјьnь (руень) — жовтень
9. *listopadъ (листопад) — листопад
10. *grudьnь (грудень) — грудень
11. *prosinьcь (просинець) — січень
12. *sečьnь (січень) — лютий

## Таблиця порівняння назв
| #  | Давньоруська | Українська | Білоруська | Російська | Болгарська                     | Сербська  | Македонська | Польська    | Хорватс  | Словенська    | Чеська   | #  |
| -- | ------------ | ---------- | ---------- | --------- | ------------------------------ | --------- | ----------- | ----------- | -------- | ------------- | -------- | -- |
| 1  | Просинець    | Січень     | Студзень   | Январь    | Просинец                       | Јануар    | Коложег     | styczeń     | sječanj  | prosinec      | leden    | 1  |
| 2  | Сѣчень       | Лютий      | Люты       | Февраль   | Сечко                          | Фебруар   | сечко       | luty        | veljača  | svečan        | únor     | 2  |
| 3  | Соухъıй      | Березень   | Сакавік    | Март      | Сух                            | Март      | цутар       | marzec      | ozujak   | sušec         | březen   | 3  |
| 4  | Березозоль   | Квітень    | Красавік   | Апрель    | Брязок                         | Април     | тревен      | kwiecień    | travanj  | mali traven   | duben    | 4  |
| 5  | Травень      | Травень    | Травень    | Май       | Тръвен                         | Мај       | косар       | maj         | svibanj  | veliki traven | květen   | 5  |
| 6  | Изокꙏ        | Червень    | Чэрвень    | Июнь      | Изок, Червеник                 | Јун       | жетвар      | czerwiec    | lipanj   | rožnik        | červen   | 6  |
| 7  | Червень      | Липень     | Ліпень     | Июль      | Жетар, Жътвар, Сърпен, Чръвенъ | Јул       | златец      | lipiec      | srpanj   | veliki srpan  | červenec | 7  |
| 8  | Ꙁаревꙏ       | Серпень    | Жнівень    | Август    | Зарев, Орач                    | Август    | житар       | sierpień    | kolovoz  | mali srpan    | srpen    | 8  |
| 9  | Рюѥнꙏ        | Вересень   | Верасень   | Сентябрь  | Руен, Руй                      | Септембар | гроздобер   | wrzesień    | rujan    | kimavec       | září     | 9  |
| 10 | Листопадꙏ    | Жовтень    | Кастрычнік | Октябрь   | Листопад                       | Октобар   | Октобар     | październik | listopad | vinotok       | říjen    | 10 |
| 11 | Гроудень     | Листопад   | Лістапад   | Ноябрь    | Груден                         | Новембар  | студен      | listopad    | studeni  | listopad      | listopad | 11 |
| 12 | Стоуденъıй   | Грудень    | Снежань    | Декабрь   | Студен                         | Децембар  | снежник     | grudzień    | prosinac | gruden        | prosinec | 12 |

Примітка: Давньоруські назви наведені за «Остромировою Євангелією» 1056—1057 рр., «Синодальному Євангелію» 1143, побутом XIII ст., каноннику XV ст., у яких давньоруські назви всіх місяців збігаються, корелюються одна з одною.